# Morti nel 2018/Novembre
| Questa pagina contiene informazioni ricavate automaticamente dalle voci biografiche con l'ausilio del template Bio e di un bot. L'aggiornamento è periodico e automatico e ricostruisce completamente la pagina. Se manca una persona in questa lista, sei pregato di non aggiungerla, ma accertati piuttosto che la sua voce biografica contenga il template Bio e che i dati anagrafici siano correttamente compilati. Se il template Bio manca, inseriscilo tu stesso o, in alternativa, metti l'avviso {{tmp\|Bio}} che ne segnala la mancanza. Se i dati riportati sono sbagliati, correggi direttamente la voce biografica; le modifiche saranno visibili in questa lista entro pochi giorni. Per chiarimenti vedi il progetto biografie. La lista contiene solo le 179 persone che sono citate nell'enciclopedia e per le quali è stato implementato correttamente il template Bio. Pagina aggiornata al 2 ago 2025. |

- 1º novembre - Francesco Barbaro, mafioso italiano (n. 1927)
- 1º novembre - Vinton Beckett, altista, lunghista e ostacolista giamaicana (n. 1923)
- 1º novembre - Carlo Giuffré, attore e regista teatrale italiano (n. 1928)
- 1º novembre - Theodor Hoffmann, ammiraglio e politico tedesco-orientale (n. 1935)
- 1º novembre - Bruno Milanesi, politico italiano (n. 1918)
- 1º novembre - Ken Swofford, attore statunitense (n. 1933)
- 1º novembre - Jurij Vardanjan, sollevatore sovietico (n. 1956)
- 2 novembre - Naftali Bon, velocista keniota (n. 1945)
- 2 novembre - Nelson Chabay, allenatore di calcio e calciatore uruguaiano (n. 1940)
- 2 novembre - Raymond Chow, produttore cinematografico cinese (n. 1927)
- 2 novembre - Christian Daghio, thaiboxer e pugile italiano (n. 1969)
- 2 novembre - Pino Grasso, giornalista e editore italiano (n. 1938)
- 2 novembre - Roy Hargrove, trombettista e compositore statunitense (n. 1969)
- 2 novembre - Álvaro de Luna, attore spagnolo (n. 1935)
- 2 novembre - Robert Mifka, cestista cecoslovacco (n. 1941)
- 2 novembre - Vittorino Pavan, politico italiano (n. 1924)
- 2 novembre - Salvator Sotiri, cestista albanese (n. 1935)
- 2 novembre - Robert Francis Taft, religioso statunitense (n. 1932)
- 3 novembre - Sondra Locke, attrice e regista statunitense (n. 1944)
- 3 novembre - Maria Guinot, cantante e pianista portoghese (n. 1945)
- 3 novembre - Gianni Angelo Pedrini, liutaio italiano (n. 1937)
- 4 novembre - Donna Axum, modella statunitense (n. 1942)
- 4 novembre - Gian Luca Barandun, sciatore alpino svizzero (n. 1994)
- 4 novembre - Bill Brown, giocatore di football americano statunitense (n. 1938)
- 4 novembre - Bruno Caruso, pittore, disegnatore e incisore italiano (n. 1927)
- 4 novembre - Marco Dezzi Bardeschi, ingegnere e architetto italiano (n. 1934)
- 4 novembre - Kateryna Handzjuk, attivista e politica ucraina (n. 1985)
- 4 novembre - Mustapha Madih, allenatore di calcio marocchino (n. 1956)
- 4 novembre - Edith Nunes, cestista paraguaiana (n. 1939)
- 4 novembre - Serhij Tkač, serial killer ucraino (n. 1952)
- 5 novembre - Dino Manetta, vignettista e animatore italiano (n. 1947)
- 5 novembre - Isabella Vaj, linguista, archeologa e traduttrice italiana (n. 1939)
- 6 novembre - Verena Erlacher, calciatrice italiana (n. 1999)
- 6 novembre - John Eshun, allenatore di calcio e calciatore ghanese (n. 1942)
- 6 novembre - Tetsuo Gotō, attore e doppiatore giapponese (n. 1950)
- 6 novembre - José Lothario, wrestler messicano (n. 1934)
- 6 novembre - Hugh McDowell, violoncellista britannico (n. 1953)
- 6 novembre - Dave Morgan, pilota automobilistico e ingegnere britannico (n. 1944)
- 6 novembre - Mariù Pascoli, attrice italiana (n. 1935)
- 6 novembre - Emanuele Reali, carabiniere italiano (n. 1984)
- 7 novembre - Jo Garsò, cantante e attrice statunitense (n. 1938)
- 7 novembre - Francis Lai, compositore francese (n. 1932)
- 7 novembre - Ed Moeller, cestista statunitense (n. 1919)
- 7 novembre - Hannes Neumann, cestista e allenatore di pallacanestro tedesco (n. 1939)
- 8 novembre - Bartolomé Bennassar, storico francese (n. 1929)
- 8 novembre - Max Croci, regista italiano (n. 1968)
- 8 novembre - Marianna Pepe, tiratrice a segno italiana (n. 1979)
- 8 novembre - Gottfried Weilenmann, ciclista su strada svizzero (n. 1920)
- 8 novembre - Heather Witzel, cestista canadese (n. 1950)
- 9 novembre - Bijan Zarmandili, scrittore e giornalista italiano (n. 1941)
- 10 novembre - Erika Außerdorfer, slittinista italiana (n. 1940)
- 10 novembre - Raffaele Baldassarre, politico italiano (n. 1956)
- 10 novembre - Erdoğan Karabelen, cestista turco (n. 1935)
- 10 novembre - Liz J. Patterson, politica statunitense (n. 1939)
- 11 novembre - Wayne Maunder, attore statunitense (n. 1937)
- 11 novembre - Douglas Rain, attore e doppiatore canadese (n. 1928)
- 12 novembre - Marcella Jeandeau, velocista italiana (n. 1928)
- 12 novembre - Stan Lee, fumettista, scrittore e editore statunitense (n. 1922)
- 12 novembre - Adolfo Medrick, cestista panamense (n. 1956)
- 12 novembre - David Pearson, pilota automobilistico statunitense (n. 1934)
- 12 novembre - Carl Sargent, autore di giochi e parapsicologo britannico (n. 1952)
- 12 novembre - Giancarlo Zilio, politico italiano (n. 1929)
- 13 novembre - Luigi Vittorio Ferraris, diplomatico italiano (n. 1928)
- 13 novembre - Lucho Gatica, cantante, attore e personaggio televisivo cileno (n. 1928)
- 13 novembre - Oreste Genta, generale e aviatore italiano (n. 1911)
- 13 novembre - Katherine MacGregor, attrice statunitense (n. 1925)
- 13 novembre - Ken Narita, cantante giapponese (n. 1945)
- 13 novembre - David Stewart, calciatore scozzese (n. 1947)
- 13 novembre - Gian Pio Torricelli, artista e poeta italiano (n. 1942)
- 13 novembre - Kalevi Viskari, ginnasta finlandese (n. 1928)
- 14 novembre - James V. Hansen, politico statunitense (n. 1932)
- 14 novembre - Rolf Hoppe, attore tedesco (n. 1930)
- 14 novembre - Giulia Lanciani, saggista e traduttrice italiana (n. 1935)
- 14 novembre - Antonio Marcolini, calciatore e allenatore di calcio italiano (n. 1950)
- 14 novembre - Francisco Molina, calciatore spagnolo (n. 1930)
- 14 novembre - Fernando del Paso, scrittore, saggista e poeta messicano (n. 1935)
- 14 novembre - Alice Psacaropulo, insegnante, pittrice e collezionista d'arte italiana (n. 1921)
- 15 novembre - Roy Clark, cantante, musicista e showman statunitense (n. 1933)
- 15 novembre - Takayuki Fujikawa, calciatore giapponese (n. 1962)
- 15 novembre - Adolf Grünbaum, filosofo tedesco (n. 1923)
- 15 novembre - Edwin Marian, attore e regista tedesco (n. 1928)
- 15 novembre - Žores Medvedev, biologo, storico e agronomo russo (n. 1925)
- 15 novembre - Luigi Rossi di Montelera, politico e dirigente d'azienda italiano (n. 1946)
- 15 novembre - Abu Osama al-Masri, terrorista egiziano (n. 1973)
- 16 novembre - Giacomo Del Gratta, calciatore italiano (n. 1935)
- 16 novembre - Pablo Ferro, disegnatore e regista cubano (n. 1935)
- 16 novembre - William Goldman, scrittore, drammaturgo e sceneggiatore statunitense (n. 1931)
- 16 novembre - Flemming Nielsen, calciatore danese (n. 1934)
- 16 novembre - Bunny Sterling, pugile giamaicano (n. 1948)
- 16 novembre - Federico Zanolla, calciatore italiano (n. 1924)
- 17 novembre - Gene Berce, cestista statunitense (n. 1926)
- 17 novembre - Barrie Betts, calciatore inglese (n. 1932)
- 17 novembre - Mario Coloretti, scrittore italiano (n. 1958)
- 17 novembre - Eduard von Falz-Fein, bobbista, dirigente sportivo e filantropo russo (n. 1912)
- 17 novembre - Jim Iley, allenatore di calcio e calciatore inglese (n. 1935)
- 17 novembre - Giovanni Lombardo, dirigente d'azienda italiano (n. 1915)
- 17 novembre - Oddone Longo, grecista e filologo classico italiano (n. 1930)
- 18 novembre - Luisa Albertini, artista italiana (n. 1918)
- 18 novembre - Ethel Ayler, attrice statunitense (n. 1930)
- 18 novembre - Waldyr Geraldo Boccardo, cestista brasiliano (n. 1936)
- 18 novembre - Mike Butler, cestista statunitense (n. 1946)
- 18 novembre - Ed Evanko, attore, baritono e presbitero canadese (n. 1938)
- 18 novembre - Anthony Newcomb, musicologo statunitense (n. 1941)
- 19 novembre - Dominique Blanchar, attrice francese (n. 1927)
- 19 novembre - Tullio Dobner, traduttore e scrittore italiano (n. 1946)
- 19 novembre - Apisai Ielemia, politico tuvaluano (n. 1955)
- 19 novembre - Orlando Mohorović, performance artist croato (n. 1950)
- 19 novembre - Witold Sobociński, direttore della fotografia polacco (n. 1929)
- 20 novembre - Mac Collins, politico statunitense (n. 1944)
- 20 novembre - Aaron Klug, chimico lituano (n. 1926)
- 20 novembre - Grant McFarland, attore neozelandese (n. 1947)
- 20 novembre - Mussula, calciatore brasiliano (n. 1938)
- 20 novembre - Eimuntas Nekrošius, regista teatrale lituano (n. 1952)
- 20 novembre - Dietmar Schwager, allenatore di calcio e calciatore tedesco (n. 1940)
- 20 novembre - Bruno Veselica, calciatore jugoslavo (n. 1936)
- 20 novembre - Mario Vinci, scultore italiano (n. 1934)
- 21 novembre - Giuseppe Dante, ciclista su strada italiano (n. 1931)
- 21 novembre - George Howard, ebraista statunitense (n. 1935)
- 21 novembre - Alessandra Lavagnino, scrittrice e entomologa italiana (n. 1927)
- 21 novembre - Gianfranco Rastrelli, sindacalista e politico italiano (n. 1932)
- 22 novembre - Soslan Andiev, lottatore sovietico (n. 1952)
- 22 novembre - Andrzej Fischer, calciatore polacco (n. 1952)
- 22 novembre - Willie Naulls, cestista statunitense (n. 1934)
- 22 novembre - Pedro Roig, hockeista su prato spagnolo (n. 1938)
- 23 novembre - Betty Bumpers, docente, attivista e politica statunitense (n. 1925)
- 23 novembre - Menahem Degani, cestista israeliano (n. 1927)
- 23 novembre - Raed Fares, attivista e giornalista siriano (n. 1972)
- 23 novembre - Bernard Gauthier, ciclista su strada e dirigente sportivo francese (n. 1924)
- 23 novembre - Pier Benito Greco, musicista, compositore e paroliere italiano (n. 1937)
- 23 novembre - Bujor Hălmăgeanu, allenatore di calcio e calciatore rumeno (n. 1941)
- 23 novembre - Bob McNair, imprenditore e dirigente sportivo statunitense (n. 1937)
- 23 novembre - Nicolas Roeg, regista e direttore della fotografia britannico (n. 1928)
- 23 novembre - Cesare Ruffato, poeta italiano (n. 1924)
- 23 novembre - George Ty, imprenditore cinese (n. 1932)
- 24 novembre - Massimo Facchin, scultore, pittore e inventore italiano (n. 1916)
- 24 novembre - Saida Gunba, giavellottista sovietica (n. 1959)
- 24 novembre - Rune Jansson, lottatore svedese (n. 1932)
- 24 novembre - Ricky Jay, illusionista, attore e scrittore statunitense (n. 1946)
- 24 novembre - Robert Charles Morlino, vescovo cattolico statunitense (n. 1946)
- 24 novembre - Ermenegildo Palmieri, politico e sindacalista italiano (n. 1931)
- 24 novembre - Věra Růžičková, ginnasta cecoslovacca (n. 1928)
- 25 novembre - Nina Bejlina, violinista sovietica (n. 1937)
- 25 novembre - Giuliana Calandra, attrice italiana (n. 1936)
- 25 novembre - Nikita Chubov, regista sovietico (n. 1936)
- 25 novembre - Paul Ellingworth, ebraista e biblista britannico (n. 1931)
- 25 novembre - Tony Hanson, cestista statunitense (n. 1955)
- 25 novembre - Viktor Kanevs'kyj, calciatore e allenatore di calcio sovietico (n. 1936)
- 25 novembre - Gloria Katz, sceneggiatrice e produttrice cinematografica statunitense (n. 1942)
- 25 novembre - Wright King, attore statunitense (n. 1923)
- 25 novembre - Yū Yamamoto, animatore, sceneggiatore e autore televisivo giapponese (n. 1946)
- 26 novembre - Flaminio Benetti, politico italiano (n. 1941)
- 26 novembre - Bernardo Bertolucci, regista, sceneggiatore e produttore cinematografico italiano (n. 1941)
- 26 novembre - Umberto Borsò, tenore italiano (n. 1923)
- 26 novembre - Samuel Hadida, produttore cinematografico marocchino (n. 1953)
- 26 novembre - Johnny Hart, dirigente sportivo, allenatore di calcio e calciatore inglese (n. 1928)
- 26 novembre - Stephen Hillenburg, disegnatore e biologo statunitense (n. 1961)
- 26 novembre - Tomás Maldonado, artista, designer e filosofo argentino (n. 1922)
- 27 novembre - Fabio Rossato, fisarmonicista e compositore italiano (n. 1970)
- 28 novembre - Mark Farrell, tennista britannico (n. 1953)
- 28 novembre - Nico Lo Muto, cantante italiano (n. 1943)
- 28 novembre - Andrea Milani Comparetti, matematico e astronomo italiano (n. 1948)
- 28 novembre - Robert Morris, scultore statunitense (n. 1931)
- 28 novembre - Nicanor de Carvalho, allenatore di calcio e calciatore brasiliano (n. 1947)
- 28 novembre - Ed Pastor, politico statunitense (n. 1943)
- 28 novembre - Piera Vidale, attrice e doppiatrice italiana (n. 1944)
- 29 novembre - Bruno Cagli, critico musicale, musicologo e saggista italiano (n. 1937)
- 29 novembre - Giuseppe Del Barone, medico e politico italiano (n. 1926)
- 29 novembre - Brigitte Gapais-Dumont, schermitrice francese (n. 1944)
- 29 novembre - Licia Macchini, ginnasta italiana (n. 1930)
- 29 novembre - Hans Maier, pallanuotista olandese (n. 1916)
- 29 novembre - Viktor Matvijenko, allenatore di calcio e calciatore sovietico (n. 1948)
- 29 novembre - Christine Muzio, schermitrice francese (n. 1951)
- 30 novembre - George H. W. Bush, politico, diplomatico e imprenditore statunitense (n. 1924)
- 30 novembre - Kirk Cooper, velista bermudiano (n. 1932)
- 30 novembre - Dieter Engelhardt, calciatore tedesco orientale (n. 1938)
- 30 novembre - Luigi Farace, manager e politico italiano (n. 1934)
- 30 novembre - Palden Gyatso, monaco buddhista tibetano (n. 1933)
- 30 novembre - Sandro Mayer, giornalista, scrittore e personaggio televisivo italiano (n. 1940)
- 30 novembre - Mino Montanari, pittore italiano (n. 1936)